# Kuifcasarca
De kuifcasarca (Tadorna cristata) is een eend uit de familie van de Anatidae. De soort kwam voor in het noordoosten van Azië. Sinds 1964 zijn er geen bevestigde waarnemingen van deze soort, waarschijnlijk is de soort uitgestorven of ernstig bedreigd in zijn voortbestaan.

## Kenmerken

Schematische afbeelding van het verenkleed van het het vrouwtje (boven) en mannetje (onder)

Deze bergeendachtige is 60 tot 63 cm lang en onmiskenbaar, met een rode snavel en rode poten en witte vleugeldekveren. Verder is de vogel overwegend grijs. Het vrouwtje heeft grijswitte "wangen" en zwart rond het oog. Beide geslachten hebben dof oranjekleurige onderstaartdekveren.

## Verspreiding en leefgebied
Er zijn slechts een beperkt aantal waarnemingen bekend uit Rusland (kraj Primorje), Japan (Hokkaido alleen 19de eeuw) en Zuid-Korea. De meest recente bevestigde waarneming is uit 1964 van een mannetje en twee vrouwtje op een eiland ten zuiden van Vladivostok (Rusland). Over het leefgebied is weinig bekend. Er zijn waarnemingen in riviermondingen maar ook onbevestigde waarnemingen uit meren in bergachtig gebied in noordoost China, waar de vogel mogelijk broedt of broedde.

## Status
De grootte van de populatie werd in 2012 door BirdLife International geschat op minder dan 50 individuen. Mogelijk is de vogel al uitgestorven maar het kan ook zijn dat in slecht onderzochte berggebieden in noordoost China nog kuifcasarca's leven. Om deze redenen staat deze soort als ernstig bedreigd (kritiek) op de Rode Lijst van de IUCN.